# Ker (Subotica)
Ker, dio grada Subotice, u autonomnoj pokrajini Vojvodini, Srbija. 

## Zemljopisni položaj
Nalazi se u jugozapadnom dijelu Subotice. Susjedna četvrt mu je bio Bajnat sve dok se nije "ugurala" između njih Prozivka, proširila teritorij i jednostrano se odvojila. Mjesna zajednica Ker prostire se između Beogradskog puta na sjeveroistoku, bivše pruge za Pačir na jugoistoku, na jugozapadu crta generalnog urbanističkog plana (GUP) i na sjeverozapadu ulicama: Vinodolskom, Dinka Šimunovića, Ivana Antunovića i Ivangradskom. Veliki Ker je od stvaranja MZ Gata i Prozivke skučio se na prostor od Palmotićeve do pačirske pruge, i ovamo do Mlake odn. Prozivke.

## Ime
Nekoliko je teorija o podrijetlu imena. Jedna je da se zove po plemenu Kera (protomađarsko pleme Ker - Kér, Carum) čiji su pripadnici naselili ovaj kraj u vrijeme doseljavanja Mađara. Druga je u svezi s lovačkim psom (kerom). U kerskoj crkvi sv. Roka klasično je prikazan svetac patron, uz kojeg je uvijek prikazan njegov pas. Narod je po tom psu crkvi dao ime kerska a potom je po crkvi i naselje dobilo ime Ker. Po trećoj teoriji dolazi iz mađarske riječi za krug kőr, koju su bunjevački Hrvati izgovarali ker, ili od mađarske riječi kerület, što bi moglo značiti krug, oblast ali i sugerirati na starinski način uređenja seoskih zajednica. Četvrta teorija je po mađarskoj riječi kér, što bi moglo sugerirati trgovinu, jer neki tvrde da je baš ovuda prolazio jedan od kopnenih trgovačkih puteva između Istoka i Zapada (npr. put soli).

## Povijest
Ker je prastaro naselje i jedan je od najstarijih dijelova grada, a možda i najstariji. Spominje se još u 12. stoljeću u povijesnim izvorima, ali izvjesno je da je naseljen prije. 1113. godine hrvatsko-ugarski kralj Bela III. naselje je darovao križarima hospitalcima iz Stolnog Biograda. U osmanskim vremenima nastala je ulica koja je današnji središnji kerski "bulevar". Uz tu ulicu su klupice i stabla. Podrijetlo im je navodni osmanski običaj da su svoje mrtve pokapali pred kućom a pored groba bi zasadili drvo ili postavili klupicu. Klupice su preživjele odlazaka Osmanlija i nove gospodare. Klupe su poslije bilo mjesto sastajanja mladeži, plesa i pjevanja i pripovijedanja ljetnim noćima, a danas na njima borave žene treće dobi. Crkva sv. Roka je župna crkva župe sv. Roka koja je osnovana za Ker, izdvajanjem iz teritorija sv. Terezije 1841. godine.
Na prostoru Kera je lokacija Dikino Selo i Jagina bara, kod Kerskog groblja, što sugerira da je po pučkim vjerovanjima ovdje bilo i vještica. Na lokaciji Ðar (nekad Molzerova ciglana) nekad se išlo na kupanje. Na istom je mjestu nastao krajem 80-ih nastajao prvi subotički neslužbeni borilački klub. Nakon raspada Jugoslavije ovdje je bila nastala mini Jugoslavija kod Blaška koja je nakon nekoliko godina propala.

## Infrastruktura
Ker je među infrastrukturno sređenijih gradskih naselja. Solidne je izgrađene vodovodno-kanalizacijske mreže, asfaltnih prometnica, s parkom, dječjim igralištima, športskim terenima, dječjim vrtićem i osnovnom školom. Postavljaju se trojezične (srpski, mađarski, hrvatski) ploče s nazivima ulica. Problem je Kerski deponij, jer je mjesto gdje se raširila ambrozija. Divlja odlagališta otpada su oko Đara. U Keru je dom Kolijevka, dječji vrtić Ciciban, privatni dječji vrtić u plebaniji sv. Roka, osnovna škola Ivan Milutinović i Srednja medicinska škola. Nema tržnice ni trgovinskog centra. Nema ni industrijskih, ni poslovnih, ni visoko urbanih zona, mirno je naselje, a od većih gospodarskih subjekata tu su. Europetrol, Efekta i Borzal. Ovdje ima poljoprivredne djelatnost jer u Kerski atar ulazi i poljoprivredno zemljište. Gradskog grijanja nešto je malo, plinofikacija je urađena do kraja. U Keru je pošta, blizu je gradska bolnica. Kerska ambulanta je opterećena jer ju koriste i Prozivka i Gat i Centar 3. 
Iza KTC-a je izvor tople vode (temperature oko 60°C), ali je neiskorišten. Kuće u Keru većinom su prizemnice.

## Znamenitosti
U Keru su crkva sv. Roka, bolnička kapela sv. Elizabete Ugarske u subotičkoj župi sv. Jurja, Kersko groblje. Na teritoriju kerske župe je još i kapela svete Ane na groblju podignuta 1886. godine. Na teritoriju župe se nalazi samostan Kćeri milosrđa trećeg reda sv. Franje s kapelom koja je posvećena u čast svete Male Terezije. Pored crkve sv. Roka je plebanija, u kojoj je spomen soba i mala knjižnica svećenika i političara, kerskog župnika Blaška Rajića. Od crkve polazi svečana povorka crkvene Dužijance.
Od 2006. godine stanovnici MZ Ker obilježavaju dan svoje mjesne zajednice manifestacijom Kerijadom. Tradicijski se organizira 24. rujna. Održavaju se natjecanja u kuhanju kotlića, vojnički grah, mali nogomet, natjecanje u šahu i pikadu, uz dječje šaljive igre.

## Šport
U Keru je djelovao poslije prvoga svjetskog rata nogometni klub Ker. 
U početku je Bunjevački šport klub svoje domaće utakmice igrao u Keru, nedaleko od groblja.

## Stanovništvo
U MZ Ker živi 3916 stanovnika. Broj stanovnika opada zbog ekonomske migracije stanovništva u druge gradove i države. Prevladava starije stanovništvo katoličke vjeroispovjesti.

## Poznati stanovnici
Poznati Kerčani su olimpijac i svjetski prvak u brzom hodanju Đuro Stantić, pionir zrakoplovstva Ivan Sarić, svećenik Blaško Rajić, pjevačica Tamara Šarić "jugoslavenska Rita Pavone" i dr.

## Vanjske poveznice
- (srp.) Subotica  Arhivirana inačica izvorne stranice od 3. prosinca 2019. (Wayback Machine) Ker